# Indophantes barat
Espèce
Indophantes barat est une espèce d'araignées aranéomorphes de la famille des Linyphiidae.

## Distribution
Cette espèce est endémique de Sumatra en Indonésie.  Elle se rencontre dans la province de Sumatra occidental à Padang Panjang de 1 800 à 2 300 m d'altitude sur le Gunung Singgalang.

## Description
Le mâle holotype mesure 1,88 mm et la femelle paratype 2,13 mm.

## Étymologie
Son nom d'espèce lui a été donné en référence au lieu de sa découverte, Sumatera Barat.

## Publication originale
- Saaristo & Tanasevitch, 2003 : A new micronetid spider genus from the Oriental Region (Aranei: Linyphiidae: Micronetinae). Arthropoda Selecta, vol. 11, no 4, p. 319-330 (texte intégral)